# Самуель Заубер
Самуель Заубер (рум. Samuel Zauber, 1 січня 1901, Тімішоара, Австро-Угорщина — 10 червня 1986, Єрусалим, Ізраїль) — румунський футболіст, єврей за національністю, що грав на позиції воротаря, зокрема, за клуби «Спортул» та «Маккабі» (Бухарест), а також національну збірну Румунії.

## Клубна кар'єра
У футболі дебютував 1924 року виступами за єврейську команду «Маккабі» (Бухарест), в якій провів один сезон. 
Своєю грою за цю команду привернув увагу представників тренерського штабу клубу «Спортул», до складу якого приєднався 1925 року. Відіграв за них наступні три сезони своєї ігрової кар'єри.
1928 року повернувся до «Маккабі» (Бухарест), де відіграв ще 8 сезонів.  Завершив професійну кар'єру футболіста у 1936 році.

## Виступи за збірну
1930 року дебютував в офіційних матчах у складі національної збірної Румунії. Протягом кар'єри у національній команді, яка тривала 2 роки, провів у її формі 3 матчі, які румуни виграли з однаковим рахунком 4:2, пропустив 4 м'ячі.
Був присутній в заявці збірної на чемпіонаті світу 1930 року в Уругваї, але на поле не виходив.

### Матчі в складі збірної
Балканський Кубок 1929-1931 (чемпіони)
1. 28 червня 1931. Загреб. Югославія 2:4 Румунія
2. 29 листопада 1931. Афіни. Греція 2:4 Румунія

Товариський матч
1. 26 серпня 1931. Каунас. Литва 2:4 Румунія (замінено на 63 хв.)

Помер 10 червня 1986 року на 86-му році життя у місті Єрусалим.

## Титули і досягнення
- Чемпіон Румунії (3):

«Венус»: 1928-1929, 1931-1932, 1933-1934
- Переможець Балканського Кубка: 1929-31